# Rubble Glacier
Der Rubble Glacier (englisch für Geschiebegletscher) ist ein Talgletscher an der Ostküste der westantarktischen Alexander-I.-Insel. Er wird vom Giza Peak und einem Gebirgskamm eingefasst, der das von ihm eingenommene Tal nach Süden mit dem Elephant Ridge verbindet.
In wissenschaftlichen Berichten der 1960er Jahre wird er als Man Pack Glacier und mitunter auch als Louis Glacier benannt. Das UK Antarctic Place-Names Committee entschied sich 1998 zu einer deskriptiven Benennung. Namensgebend ist das Geschiebe auf der Oberfläche des Gletschers.